# Argyranthemum frutescens
La margherita delle Canarie (Argyranthemum frutescens (L.) Sch.Bip., 1844) è una pianta erbacea della famiglia delle Asteracee. Non è propriamente una margherita.

## Descrizione

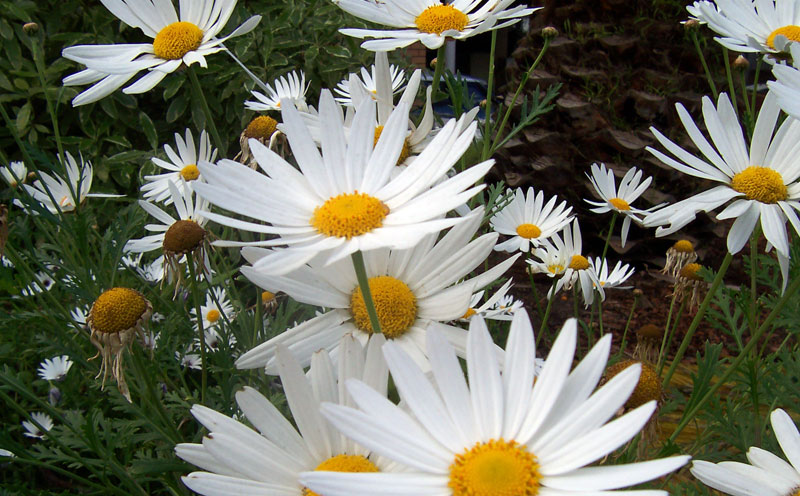
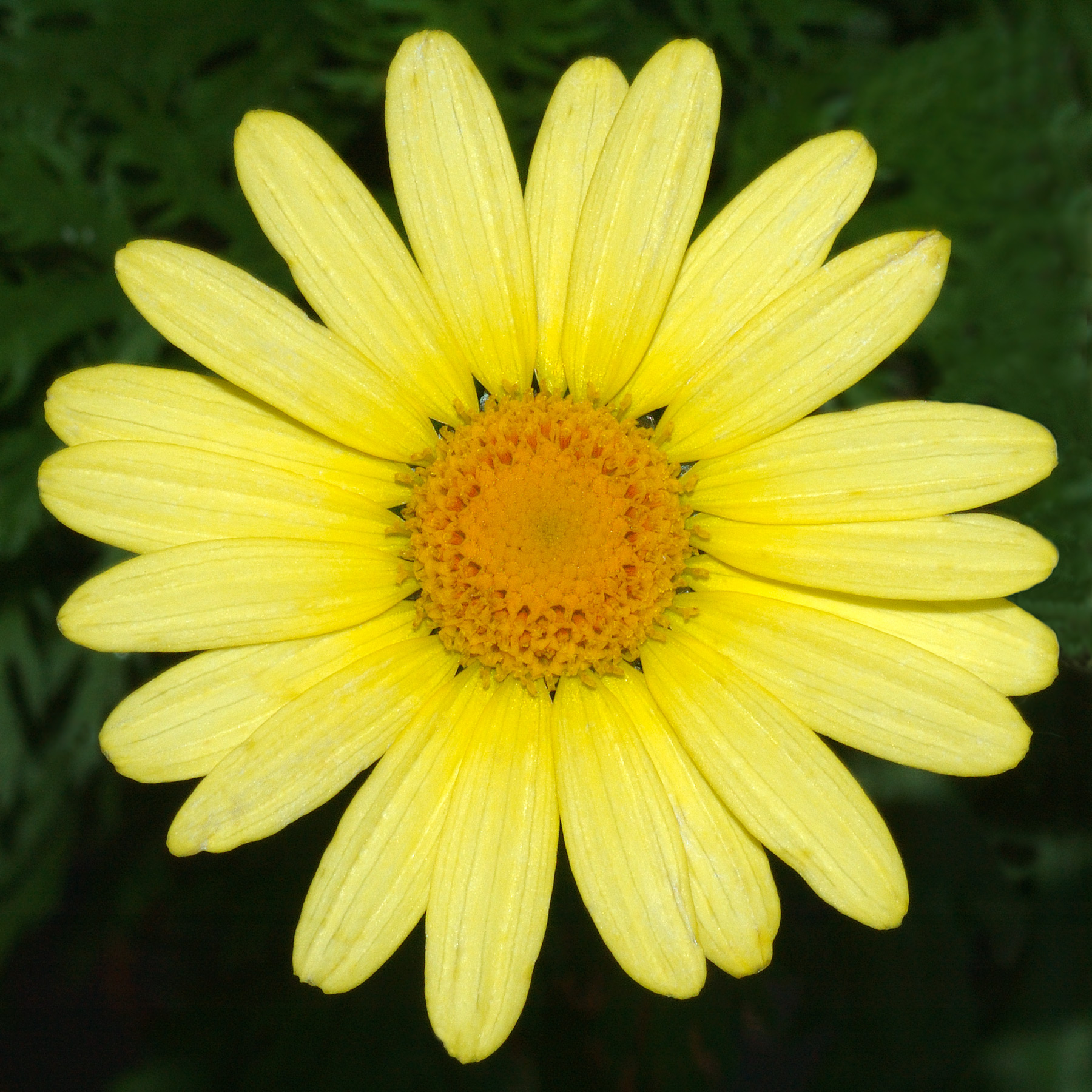
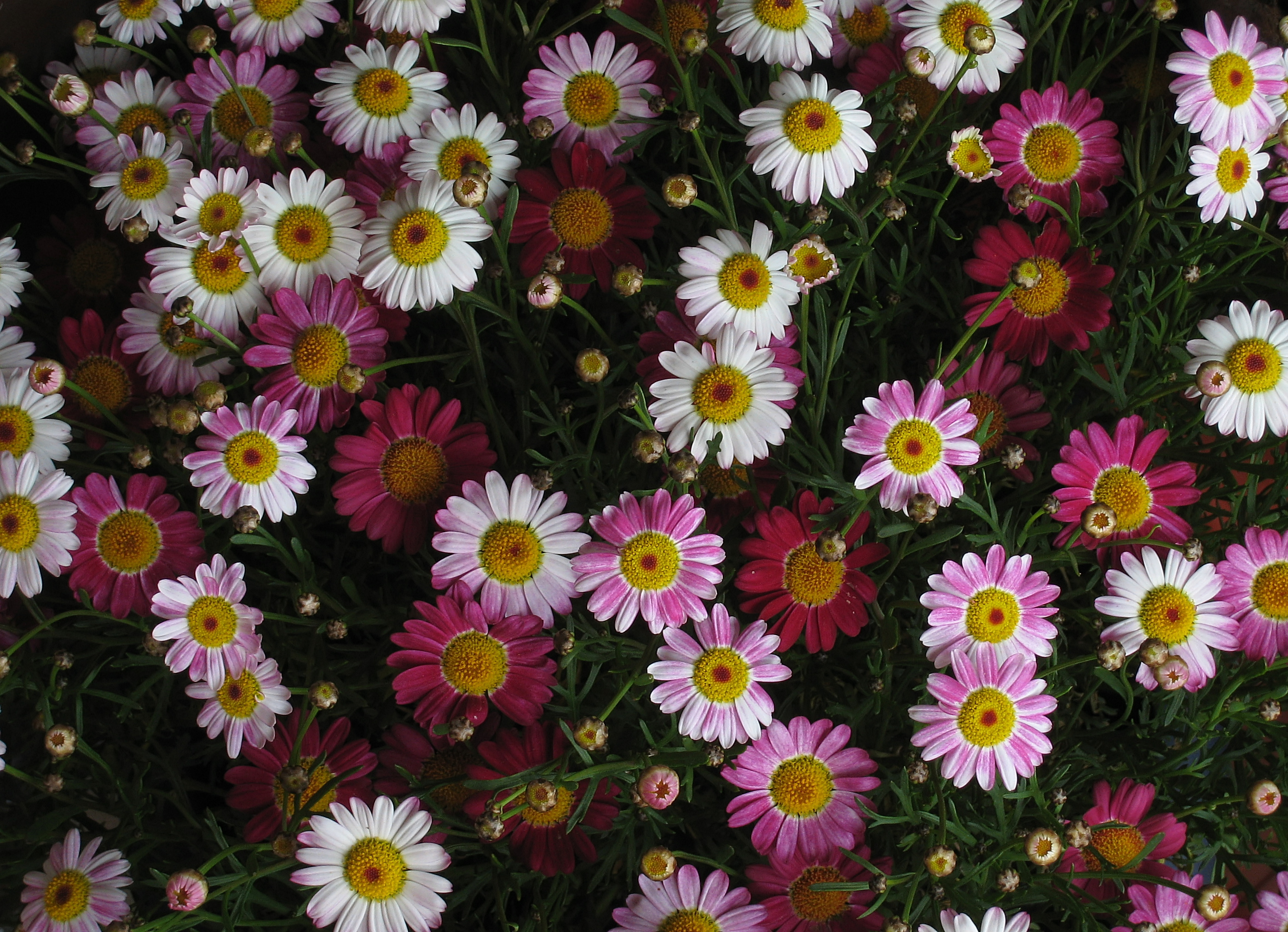
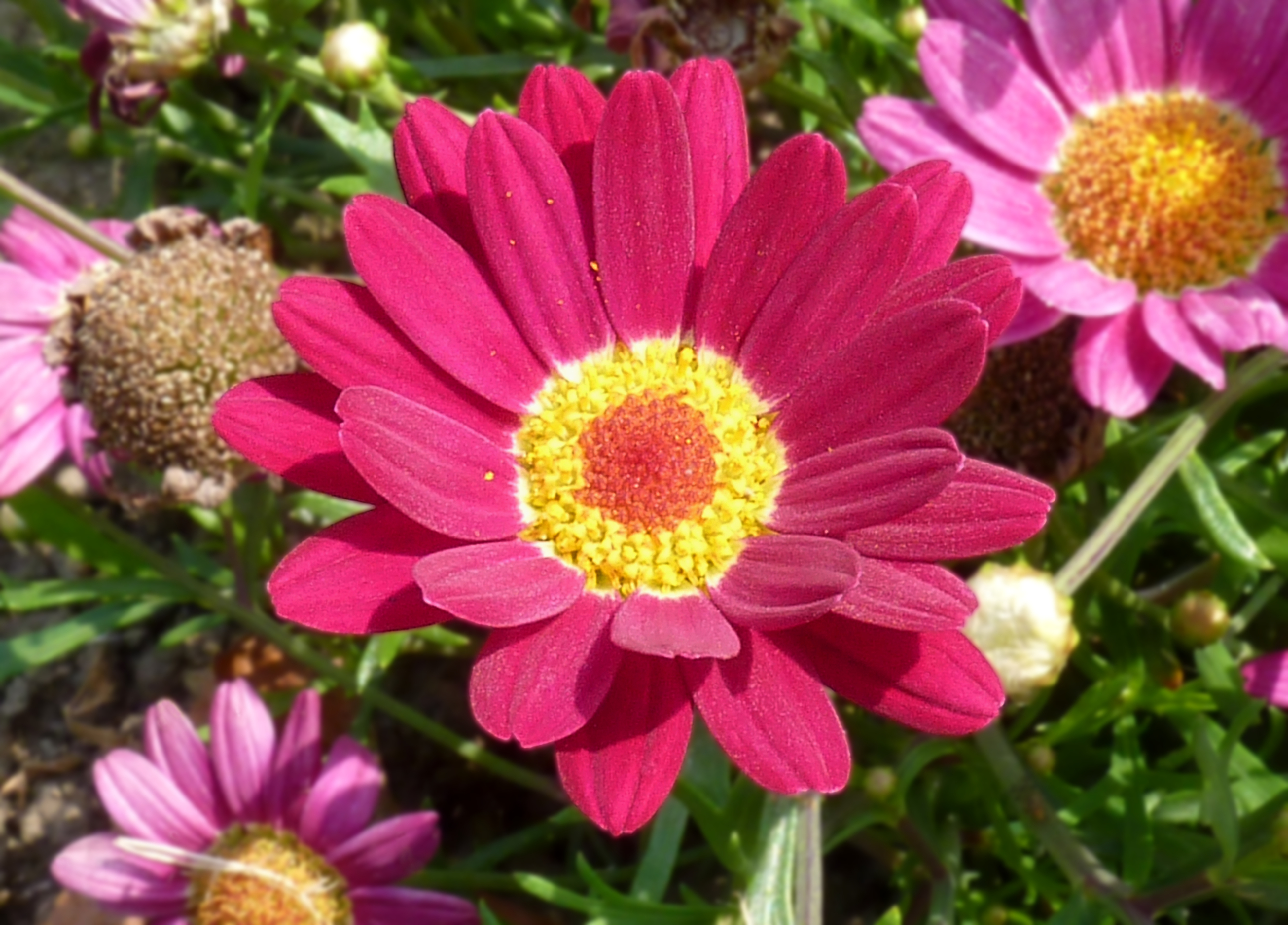
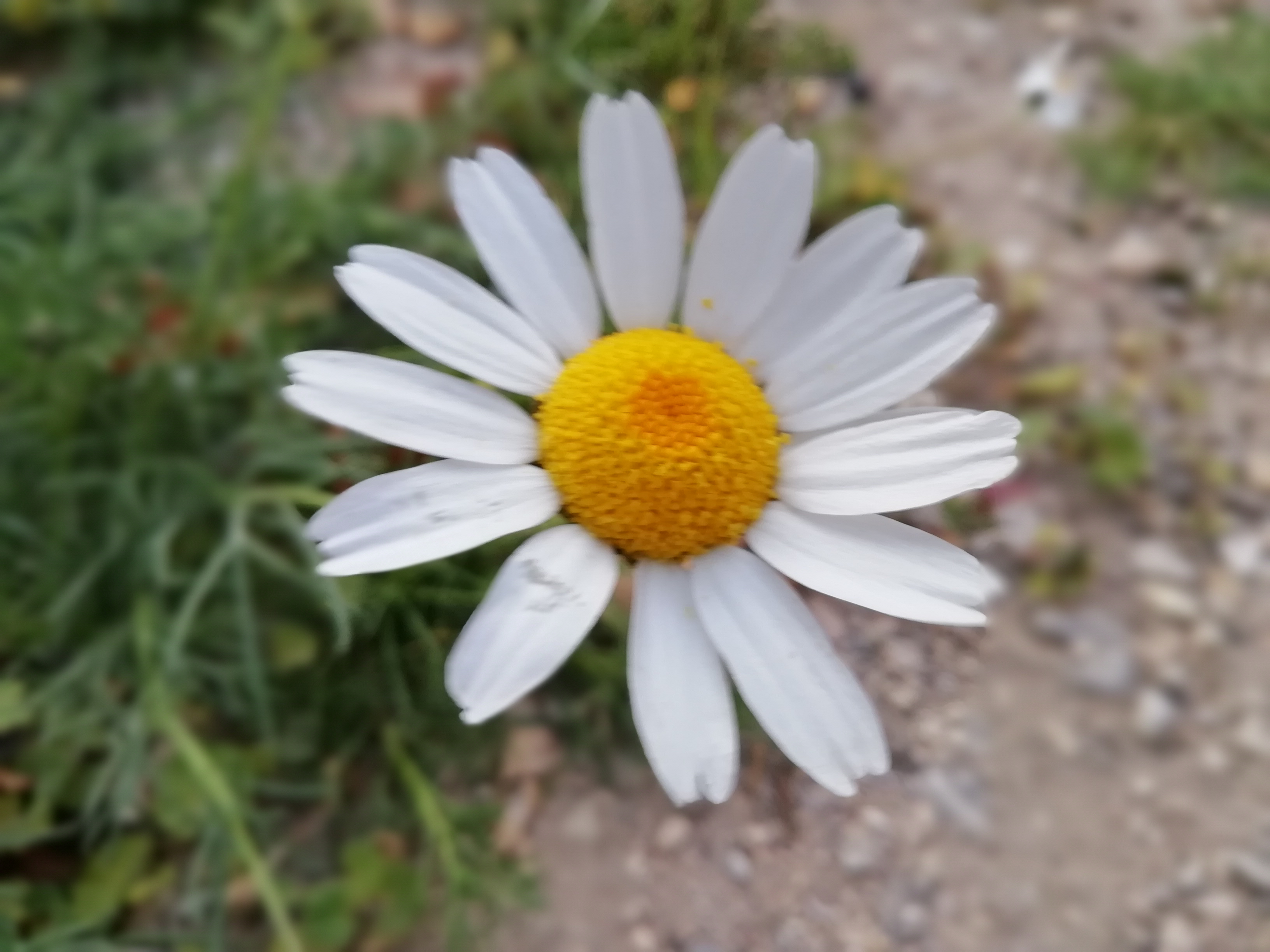